# Ali Erebara
Ali Erebara (ur. 13 maja 1897 w Dibrze, zm. 1979 w Tiranie) – albański prawnik i działacz narodowy, burmistrz Tirany w latach 1940-1942.

## Życiorys
Pochodził z zamożnej rodziny, był synem dziennikarza i działacza narodowego Jashara Erebary i Austriaczki. Uczył się początkowo w domu, a następnie w latach 1908-1913 w szkole tureckiej w Salonikach. W 1913 przyjechał do Wlory na zaproszenie Ismaila Qemala. Po wybuchu I wojny światowej wyjechał do Bułgarii, gdzie uczył się w szkole wojskowej, a następnie odbył studia prawnicze na uniwersytecie w Turynie, gdzie obronił pracę doktorską. W 1921 przyjechał do Albanii jako ekspert międzynarodowej komisji d.s. delimitacji granic albańskich. 
Działał w Stowarzyszeniu Sportowym Agimi, które z czasem przekształciło się w Klub Sportowy Tirana. Pracował w Tiranie jako adwokat. W roku 1931 stanął na czele Sądu Wojskowego w Tiranie, ale stracił to stanowisko w 1933 wobec zarzutów o korupcję. W 1940 na życzenie Włochów objął stanowisko burmistrza Tirany, w 1942 podał się do dymisji.
Po powstaniu postrybskim we wrześniu 1946 został aresztowany przez funkcjonariuszy Sigurimi i więziony w latach 1947-1952, a następnie internowany we wsiach Savrës i Kuç k. Wlory do roku 1960. Zmarł w Tiranie w roku 1979.

## Publikacje
- Çels për përdorimin e kodeve penale edhe të procedurës P. Ushtarake, Tirana 1933